# Xinzheng
Koordinaten: 34° 24′ N, 113° 44′ O
Xinzheng (chinesisch 新鄭市 / 新郑市, Pinyin Xīnzhèng Shì) ist eine kreisfreie Stadt in der zentralchinesischen Provinz Henan. Sie gehört zum Verwaltungsgebiet der bezirksfreien Stadt Zhengzhou. Xinzheng hat eine Fläche von 886,7 km² und zählt 989.900 Einwohner (Stand: Ende 2018).

## Administrative Gliederung
Auf Gemeindeebene setzt sich Xinzheng aus drei Straßenvierteln, neun Großgemeinden und drei Gemeinden zusammen. Diese sind:
- Straßenviertel Xinjianlu (新建路街道,  Xīnjiànlù Jiēdào), 4 km², 50.000 Einwohner, Zentrum, Sitz der Stadtregierung;
- Straßenviertel Xinhualu (新華路街道 / 新华路街道,  Xīnhuálù Jiēdào), 12,6 km², 45.400 Einwohner;
- Straßenviertel Xinyan (新煙街道 / 新烟街道,  Xīnyān Jiēdào), 4,1 km², 39.000 Einwohner;
- Großgemeinde Xincun (新村鎮 / 新村镇,  Xīncūn Zhèn), 74 km², 33.000 Einwohner;
- Großgemeinde Xindian (辛店鎮 / 辛店镇,  Xīndiàn Zhèn) , 66 km², 54.000 Einwohner;
- Großgemeinde Guanyinsi (觀音寺鎮 / 观音寺镇,  Guānyīnsì Zhèn), 63 km², 48.000 Einwohner;
- Großgemeinde Lihe (棃河鎮 / 梨河镇,  Líhé Zhèn), 42 km², 31.000 Einwohner;
- Großgemeinde Hezhuang (和莊鎮 / 和庄镇,  Hézhuāng Zhèn) , 60 km², 37.000 Einwohner;
- Großgemeinde Xuedian (薛店鎮 / 薛店镇,  Xuēdiàn Zhèn), 74 km², 42.000 Einwohner;
- Großgemeinde Mengzhuang (孟莊鎮 / 孟庄镇,  Mèngzhuāng Zhèn), 83 km², 41.000 Einwohner;
- Großgemeinde Guodian (郭店鎮 / 郭店镇,  Guōdiàn Zhèn), 77 km², 45.000 Einwohner;
- Großgemeinde Longhu (龍湖鎮 / 龙湖镇,  Lónghú Zhèn), 97 km², 70.500 Einwohner;
- Gemeinde Chengguan (城關鄉 / 城关乡,  Chéngguān Xiāng), 40 km², 31.000 Einwohner;
- Gemeinde Baqian (八千鄉 / 八千乡,  Bāqiān Xiāng), 66,8 km², Einwohnerzahl: k. A.;
- Gemeinde Longwang (龍王鄉 / 龙王乡,  Lóngwáng Xiāng), 67 km², 41.000 Einwohner.

## Geschichte
Xinzheng wird als der Herkunftsort der Han-Chinesen betrachtet. Es war der Hauptsitz der Qin-Dynastie ab 221 v.Chr, welches der Anfang eines Vereinigten Chinas ist. Das Wort Qín (秦) wird als Ursprung für den Namen „China“ erachtet.
Xinzheng ist ebenfalls die Geburtsstätte Bai Juyis, eines Poetens der Tang-Dynastie.

## Bildung
In Xinzheng sind die meisten ausländischen Lehrer der Volksrepublik an der Sias International University. Die Universität hat 14.000 Studenten und 90 ausländische Lehrer.

## Drache
Der Bau eines 29,9 m hohen und 21 km langen Marmor- und Beton-Drachen wurde ab 2002 von privaten Investoren nahe der Stadt auf einer Hügelkette des Shizu-Berges begonnen. Der hohle Schwanz des Drachen ist 9 m hoch und 6 m breit, in ihm sollte eine elektrische Bahn für Touristen fahren, zudem sollten Restaurants, Läden, Wellnesseinrichtungen und luxuriöse Clubs entstehen. Aufgrund mangelnder finanzieller Mittel und umstrittener Baugenehmigungen, sowie nach Kritik durch Anwohner und Umweltschützer blieb das symbolträchtige Projekt mehrfach eine Bauruine, die Arbeiten wurden 2007 noch einmal von einem neuen Investor aufgenommen und letztlich wieder abgebrochen.